# Поперечная мышца подбородка
Поперечная мышца подбородка (лат. Musculus transversus menti) непостоянная маленькая мышца, которая пересекает срединную линию тотчас под подбородком. Часто является продолжением мышцей, опускающей угол рта.